# Relaciones Guinea Ecuatorial-Venezuela
Las relaciones Guinea Ecuatorial-Venezuela se refiere a las relaciones internacionales entre Guinea Ecuatorial y Venezuela. En ambos países el idioma oficial es el español y poseen una importante actividad económica basada en la extracción del petróleo. Ambos países son miembros de la Organización de Países Exportadores de Petróleo (OPEP).

## Historia
Ambos países comparten nexos históricos y culturales al haber formado parte del Imperio español. El comercio de esclavos africanos desde las colonias españolas que conformaron posteriormente la Guinea Española (Elobey, Annobón y Corisco, Fernando Poo y Río Muni) hacia los territorios de la Provincia de Venezuela, provocaron que parte de los afrovenezolanos tenga un componente étnico de origen ecuatoguineano (no cuantificado).
En 1967 el espeleólogo austro-checo, Hellmuth Straka, bautizó a la Cueva Caracas, ubicada en la provincia Kié-Ntem, en honor a la capital venezolana. 
Las relaciones diplomáticas entre Guinea Ecuatorial y Venezuela fueron establecidas el 7 de mayo de 1981 a nivel de consulados y encargados de negocios. En 2006, el gobierno venezolano subió el nivel a embajada de su misión diplomática en Malabo, capital ecuatoguineana; por su parte, el Gobierno de Guinea Ecuatorial abrió su embajada en Caracas en 2010.

## Misiones diplomáticas

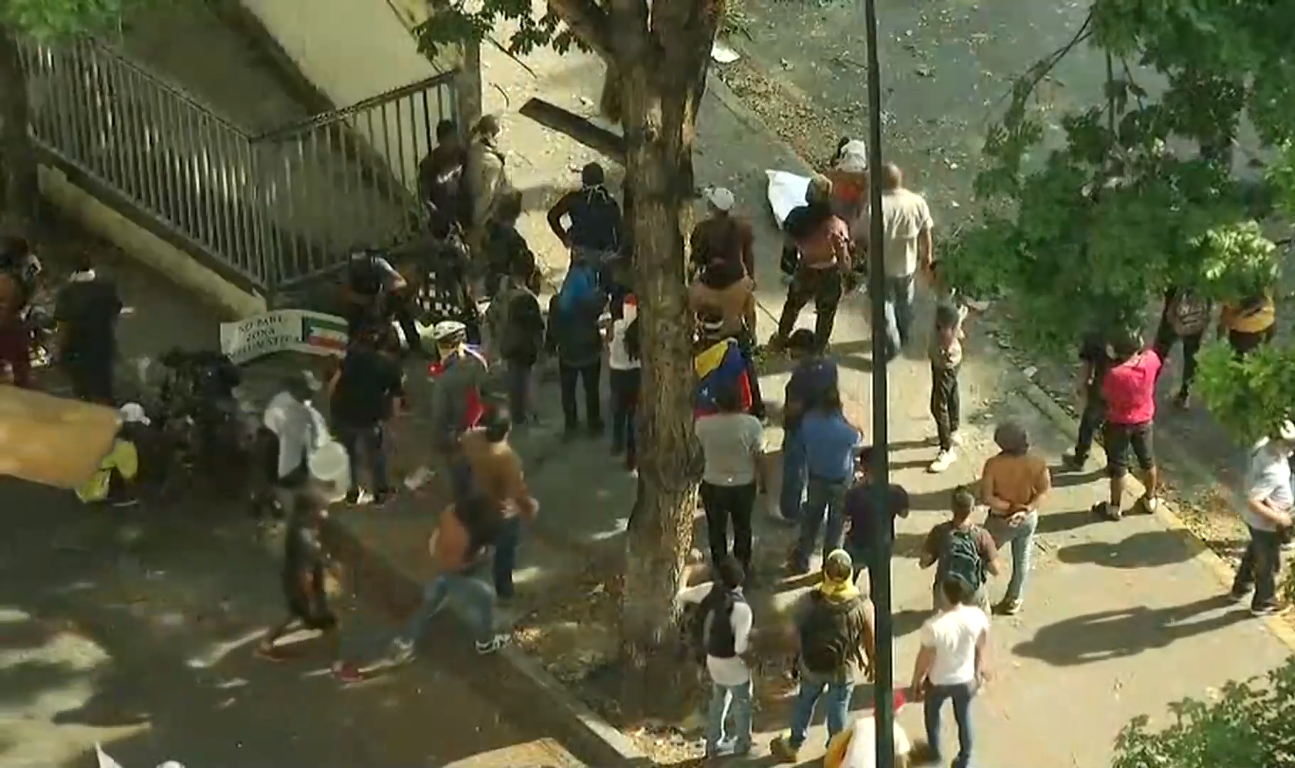
Manifestantes en la Embajada de Guinea Ecuatorial en Venezuela en 2019.

Venezuela es junto a Brasil uno de los dos únicos países de América del Sur que mantienen una embajada en Guinea Ecuatorial:
- Guinea Ecuatorial instauró una embajada y un consulado general en Caracas.
- Venezuela abrió una embajada en Malabo.